# Stockertown
Stockertown es un borough ubicado en el condado de Northampton en el estado estadounidense de Pensilvania. En el año 2000 tenía una población de 687 habitantes y una densidad poblacional de 266.2 personas por km².

## Geografía
Stockertown se encuentra ubicado en las coordenadas 40°45′15″N 75°15′53″O / 40.75417, -75.26472.

## Demografía
Según la Oficina del Censo en 2000 los ingresos medios por hogar en la localidad eran de $48,542 y los ingresos medios por familia eran $59,375. Los hombres tenían unos ingresos medios de $39,926 frente a los $26,500 para las mujeres. La renta per cápita para la localidad era de $20,984. Alrededor del 6.4% de la población estaba por debajo del umbral de pobreza.